# Slamball
L'slamball és un esport que es va fundar als voltants del 2001 i s'ha estès per arreu del món amb un nombre elevat d'aficionats.
Aquest esport es juga amb 4 llits elàstics enfront de cada cistella.
És una fusió del basquet i el futbol americà, la qual el fa molt atractiu de veure, ja que barreja la velocitat, els salts i la duresa dels dos esports. És un esport el qual es necessiten unes bones condicions físiques, ja que és força dur de practicar (hi ha cops, es necessita molta resistència física, ...).

## Regles i reglaments
L'slamball és un joc el qual l'objectiu bàsic és fer passar la pilota pel cercle de la cistella. Hi juguen dos equips formats per 8 o 9 membres al planter. D'aquests 8 o 9 en el camp hi juguen 4 en pista. Guanya el que al final del partit suma més punt en el marcador. Hi ha dos tipus de puntuació la de 2 punts que es realitza quan la pilota entra sense tocar el cèrcol de la cistella. També hi ha la puntuació de tres punts quan es fa una esmaixada gràcies als llits elàstics que hi a en el cap. Els canvis són il·limitats i es fan sense aturar el joc, normalment hi ha posicions però encara no s'han desenvolupat gaire bé.
Cada equip va equipat amb una samarreta amb el logotip de l'equip, un número i el nom del jugador a l'esquena. Les sabates que utilitzen són de basquet, ja que les vambes de slamball encara no s'han desenvolupat i necessiten adaptar-se.

## Reglamentació del joc
Els partits es juguen en quatre minuts en cinc períodes. El joc comença amb un “rebot-off” en el qual la pilota bota a la pista central. Els equips disposen d'un temps mort per període i tenen un cert temps de descans entremig.

## Posicions
Cada equip té quatre jugadors a pista, els quals disposen de tres posicions:
- HANDLER: Aquest serà el que domina més la pilota, és el que dirigeix l'equip i acostuma a ser el més baix. El seu treball és organitzar els altres membres mentre controla el flux del joc.
- GUNNER: És el principal anotador de l'equip, és l'artiller de l'equip el qual es responsabilitzarà d'anotar i fer guanyar el seu equip. És comparable amb el davanter d'un equip de futbol.
- TAP:  Aquesta posició és per al jugador defensiu de l'equip. El seu càrrec és impossibilitar que l'equip rival anoti en la seva cistella.[2]

## Terreny del joc
El camp de joc disposa de dos grups (un per cistella) de quatre trampolins o llits elàstics. Aquests mesuren 2,1 x 4,2. Estan situats dos horitzontals al cèrcol i dos altres verticals a ell, al voltant de la cistella. A cada lateral del camp hi ha un vidre de 2,4m.

## Història
Aquest esport és la creació de Mason Gordon, el qual volia dissenyar una combinació d'esports els quals sembles un videojoc. Quan va tenir una referència de l'actual Slamball Mike Tollin, productor de cinema i de televisió, va ajudar a Gordon en desenvolupar aquest esport.
Sis mesos després d'haver començat aquest projecte es va construir una nau a l'Est de Los Angeles, Califòrnia. Gordon va convèncer a jugadors de basquet per a provar la seva idea, va buscar jugadors forts qualificats que poguessin competir amb duresa aquest esport.
Cinc jugadors entre ells el mateix Gordon van començar el joc que coneixem com Slamball. Aquest membres van ser els jugadors originals d'aquest esport que van formar els dos primers equips d'aquest nou esport. Aquest van fer una exposició i demostració l'any 2001 a Chicago i van fer que s'unissin més jugadors.
L'any 2002, Slamball va debutar com a novetat al canal nacional Spike TV. A partir d'aquí va donar lloc la primera lliga de Slamball. A partir d'aquí aquest esport va anar evolucionant amb freqüència fins a arribar a deferents països d'Europa.